# Mystery White Boy
Mystery White Boy uživo je album američkog glazbenika Jeffa Buckleya, koji izlazi u svibnju 2000.g. Materijal na albumu sadrži uživo snimke Buckleyeve majke Mary Guibert koje su preuzete s kazeta, a snimljene su za vrijem Grace turneje.

## Popis pjesama
1. "Dream Brother" (Jeff Buckley, Mick Grondahl, Matt Johnson) 8:48
2. "I Woke Up in a Strange Place" (Jeff Buckley) 5:05
3. "Mojo Pin" (Jeff Buckley, Gary Lucas) 6:06
4. "Lilac Wine" (Jack Shelton) 5:19
5. "What Will You Say" (Carla Azar, Buckley, Chris Dowd) 7:34
6. "Last Goodbye" (Jeff Buckley) 4:58
7. "Eternal Life" (Jeff Buckley) 5:57
8. "Grace" (Jeff Buckley, Gary Lucas) 5:39
9. "Moodswing Whiskey" (Jeff Buckley, Michael Tighe) 5:37
10. "The Man That Got Away" (Harold Arlen, Ira Gershwin) 3:46
11. "Kanga-Roo" (Alex Chilton) 10:23
12. "Hallelujah/I Know It's Over" (medley) (Leonard Cohen / Johnny Marr, Morrissey) 9:18

- Bonus skladbe na Australskom Disku

1. "That's All I Ask" (Nina Simone) 4:25
2. "Lover, You Should've Come Over" (Jeff Buckley) 4:38
3. "So Real" (Jeff Buckley, Michael Tighe) 7:21

## Vanjske poveznice
- discogs.com - Jeff Buckley - Mystery White Boy: Live 95 - 96